# PNC France
 (janvier 2023).
La mise en forme du texte ne suit pas les recommandations de Wikipédia : il faut le « wikifier ».
Les points d'amélioration suivants sont les cas les plus fréquents. Le détail des points à revoir est peut-être précisé sur la page de discussion.
- Les titres sont pré-formatés par le logiciel. Ils ne sont ni en capitales, ni en gras.
- Le texte ne doit pas être écrit en capitales (les noms de famille non plus), ni en gras, ni en italique, ni en « petit »…
- Le gras n'est utilisé que pour surligner le titre de l'article dans l'introduction, une seule fois.
- L'italique est rarement utilisé : mots en langue étrangère, titres d'œuvres, noms de bateaux, etc.
- Les citations ne sont pas en italique mais en corps de texte normal. Elles sont entourées par des guillemets français : « et ».
- Les listes à puces sont à éviter, des paragraphes rédigés étant largement préférés. Les tableaux sont à réserver à la présentation de données structurées (résultats, etc.).
- Les appels de note de bas de page (petits chiffres en exposant, introduits par l'outil «  Source ») sont à placer entre la fin de phrase et le point final[comme ça].
- Les liens internes (vers d'autres articles de Wikipédia) sont à choisir avec parcimonie. Créez des liens vers des articles approfondissant le sujet. Les termes génériques sans rapport avec le sujet sont à éviter, ainsi que les répétitions de liens vers un même terme.
- Les liens externes sont à placer uniquement dans une section « Liens externes », à la fin de l'article. Ces liens sont à choisir avec parcimonie suivant les règles définies. Si un lien sert de source à l'article, son insertion dans le texte est à faire par les notes de bas de page.
- La présentation des références doit suivre les conventions bibliographiques. Il est recommandé d'utiliser les modèles {{Ouvrage}}, {{Chapitre}}, {{Article}}, {{Lien web}} et/ou {{Bibliographie}}. Le mode d'édition visuel peut mettre en forme automatiquement les références.
- Insérer une infobox (cadre d'informations à droite) n'est pas obligatoire pour parachever la mise en page.

Pour une aide détaillée, merci de consulter Aide:Wikification.
Si vous pensez que ces points ont été résolus, vous pouvez retirer ce bandeau et améliorer la mise en forme d'un autre article.
PNC France est une association à but non lucratif dite loi de 1901. 

## Histoire
L'initiative de la création de l'association remonte à juillet 2020, quelques semaines après la fermeture du deuxième réacteur nucléaire de la centrale de Fessenheim, lorsqu'un premier collectif d'élus, d'anciens responsables politiques ainsi que de scientifiques envisage de porter plainte contre l'Etat français pour "crime d'écocide".
Alors que l'association est officiellement créé courant septembre 2020, le mouvement se concrétise plus largement le 12 février 2021 lorsqu'une cinquantaine de personnalités politiques et économiques de tous bords signent un appel de l’Association de défense du patrimoine nucléaire et du climat.

## Revendications
L'association critique la politique de l'exécutif français en matière de nucléaire, notamment la fermeture de la centrale de Fessenheim en 2020. 
Elle critique également les projections des futures consommations d'électricité réalisées par RTE dans son rapport "Futures énergétiques 2050 " d'octobre 2021 jugeant que le scénario de référence utilisé pour le rapport prévoit une consommation d'électricité trop basse en 2050, " à peine supérieure de 35% à celle de 2019".
Parallèlement, l'association appelle à la prolongation de la durée de vie de l'ensemble des réacteurs du parc nucléaire existant et à la construction de 6 nouveaux réacteurs de type EPR.
L'association appelle également le gouvernement français à défendre l'inclusion du nucléaire dans le projet de taxonomie européenne.

## Actions
L'association interpelle à l'occasion des différentes élections les candidats pour qu'ils se positionnent sur la question du nucléaire à partir de questionnaires. Ce fut notamment le cas pour les élections régionales de 2021 ainsi que pour les élections présidentielles de 2022.